# Numhalieten
De Numhalieten (Numha) vormden een van de vier stammen van de Amorieten rond 2000 v.Chr.
Hun hartland bevond zich ten noorden van dat van de Yamutbalieten in de heuvelboog van de Jebels Abd el-Aziz, Sinjar, Ishkaft, Sasan en Maqlub in het noorden van Syrië en Irak.
Karanā is de hoofdstad van het "land van Numha". Daar bevond zich ook de stad "Ashan van de Numhalieten". In de Jebel Sinjar lag het koninkrijk Kurdā. Koning Simḫalānē van Kurdā was een Numhaliet en zijn opvolger Bunu-Isjtar stuurde ene Silillum mee met een Numha-leger naar Kasapā tegen Qarni-Lim van Andarig in het land van Yamutbal. De twee koninkrijken Kurdā en Andarig (en de twee stammen Numha en Yamutbal) waren rivalen. 
Ook de Jebel Ishkaft en de noordelijke Jebel Ibrahim waren Numha-gebied en hetzelfde geldt waarschijnlijk voor de stad Ekallatum.
In de politiek van noordelijk Mesopotamië speelden in deze tijd de stamverwantschappen nog een grote rol. De eerste koning van Kurdā na Samsi-Addu was Simah-Ilane en het was Zimri-Lim van Mari (zelf een Simˀa) die hem op de troon hielp. Zimri-Lim slaagde erin vrede te stichten tussen de Numha en de Yamutbal (van Qarni-Lim). Hij hoopte alle Amoritische stammen, de Simˀa, Yamina, Numha en Yamutbal te verenigen tegen zijn vijand Eshnuna, maar in zijn tweede regeringsjaar brak er oorlog uit tussen de Simˀa en de Yamina en ook de betrekkingen tussen Kurda en Andarig verslechterden. Een aanval van Eshnuna bracht de stammen weer tot elkaar.